# Список Героев Украины/Б
В настоящем списке в алфавитном порядке представлены люди, получившие почётное звание Герой Украины, чьи фамилии начинаются с буквы «Б».
- Список содержит информацию о дате указа присвоения почётного звания, роде деятельности награждённых и годах их жизни.

## Список людей, фамилии которых начинаются с «к»
| №  | Фамилия, имя, отчество            | Дата Указа | Деятельность | Годы жизни              |
| -- | --------------------------------- | ---------- | --- | ----------------------- |
| 1  | Багров, Николай Васильевич        | 21.08.2007 | Ректор Таврического национального университета имени В. И. Вернадского, доктор географических наук, профессор, член-корреспондент НАН Украины, АР Крым                                                                             | 26.10.1937 - 21.04.2015 |
| 2  | Байсаров, Леонид Владимирович     | 27.08.2004 | Президент Акционерного общества «Угольная компания „Шахта Красноармейская-Западная N 1“», Донецкая область | род. 19.06.1947         |
| 3  | Балабуев, Пётр Васильевич         | 30.12.1999 | Генеральный конструктор Авиационного научно-технического комплекса имени О. К. Антонова, Киев | 23.05.1931—17.05.2007   |
| 4  | Балагура, Татьяна Ивановна        | 19.08.2009 | Учительница Полтавского городского лицея № 1 имени И. П. Котляревского | род. 1960               |
| 5  | Балюк, Иван Махтейович            | 21.08.2007 | Директор частной агрофирмы «Украина», Великобагачанский район Полтавской области | род. 28.06.1938         |
| 6  | Бандера, Степан Андреевич         | 22.01.2010 | Руководитель Организации украинских националистов | 01.01.1909—15.10.1959   |
| 7  | Баранов, Юрий Иванович            | 19.12.2001 | Глава правления — директор акционерного общества «Шахтоуправление „Донбасс“», Донецкая область | род. 03.01.1934         |
| 8  | Бартенев, Александр Владимирович  | 22.08.2004 | Директор Феодосийского предприятия по обеспечению нефтепродуктами, Феодосия, АР Крым | 01.01.1956—27.07.2013   |
| 9  | Барьяхтар, Виктор Григорьевич     | 21.08.2010 | Советник Президиума Национальной академии наук Украины, директор Института магнетизма Национальной академии наук Украины и Министерства образования и науки Украины, доктор физико-математических наук, академик НАН Украины, Киев | 09.08.1930 - 25.08.2020 |
| 10 | Басистюк-Гаптар, Ольга Ивановна   | 21.08.2010 | Артистка-солистка-вокалистка, ведущий мастер Национального дома органной и камерной музыки Украины, народная артистка Украины, Киев                                                                                                | род. 19.08.1950         |
| 11 | Белобров, Юрий Николаевич         | 27.09.2004 | Главный конструктор акционерного общества «Новокраматорский машиностроительный завод», Донецкая область | род. 23.03.1943         |
| 12 | Березняк, Евгений Степанович      | 21.08.2001 | Разведчик (майор «Вихрь») | 25.02.1914 - 23.11.2013 |
| 13 | Березовский, Георгий Васильевич   | 21.08.2007 | Директор Сторожинецкого сельскохозяйственного кооператива «Колос», Черновицкая область | род. 06.02.1935         |
| 14 | Берест, Алексей Прокофьевич       | 06.05.2005 | Лейтенант, уроженец села Горяйстивка Ахтырского района Сумской области (посмертно) | 09.03.1921—04.11.1970   |
| 15 | Билаш, Александр Иванович         | 06.03.2001 | Композитор, Киев | 06.03.1931—06.05.2003   |
| 16 | Бобов, Геннадий Борисович         | 23.11.2009 | Генеральный директор общества «Панда», Черкасская область | род. 15.11.1965         |
| 17 | Богуслаев, Вячеслав Александрович | 19.01.2000 | Глава правления, генеральный директор акционерного общества «Мотор Сич», Запорожье | род. 28.10.1938         |
| 18 | Бойко, Владимир Семёнович         | 18.07.2003 | Народный депутат Украины, члену Комитета Верховной Рады Украины по вопросам промышленной политики и предпринимательства | 20.09.1938- 10.06.2015  |
| 19 | Бойко, Николай Константинович     | 19.08.2009 | Генеральный директор Национального производственно-аграрного объединения «Массандра», Ялта, АР Крым | род. 02.01.1947         |
| 20 | Бойко, Юрий Анатольевич           | 22.08.2004 | Первый заместитель Министра топлива и энергетики Украины, Председатель правления Национальной акционерной компании «Нафтогаз Украины», Киев                                                                                        | род. 09.10.1958         |
| 21 | Бондарев, Виктор Леонидович       | 19.08.2006 | Начальник участка по добыче угля отдельного подразделения «Шахта имени В. В. Вахрушева» Государственного предприятия «Ровенькиантрацит», Луганская область                                                                         | род. 15.04.1958         |
| 22 | Бондарчук, Сергей Васильевич      | 18.02.2010 | Генеральный директор Государственной компании по экспорту и импорту продукции и услуг военного и специального назначения | род. 31.10.1971         |
| 23 | Бондарь, Григорий Васильевич      | 22.04.2002 | Заведующий кафедры Донецкого национального медицинского университета имени М. Горького, доктор медицинских наук, профессор | род. 22.04.1932         |
| 24 | Бондин, Юрий Николаевич           | 18.05.2004 | Генеральный директор государственного предприятия ГП «Научно-производственный комплекс газотурбостроения „Зоря-Машпроект“», Николаев                                                                                               | род. 16.12.1946         |
| 25 | Борисюк, Михаил Демьянович        | 21.08.2000 | Генеральный конструктор бронетанкового оборудования Украины — руководитель Харьковского конструкторского бюро машиностроения имени А. А. Морозова, генерал-лейтенант                                                               | род. 21.11.1934         |
| 26 | Боровик, Александр Григорьевич    | 13.11.2002 | Голова Всеукраинского союза сельскохозяйственных предприятий, генеральний директор общества «Авангард», Коропский район Черниговской области                                                                                       | род. 20.11.1938         |
| 27 | Брюховецкий, Вячеслав Степанович  | 26.06.2007 | Президент Национального университета «Киево-Могилянская академия», доктор филологических наук, Киев | род. 14.07.1947         |
| 28 | Бубка, Сергей Назарович           | 04.02.2001 | Олимпийский чемпион, многократный чемпион и рекордсмен мира в прыжках с шестом, член МОК, Донецк | род. 04.12.1963         |
| 29 | Бугаец, Анатолий Александрович    | 22.08.2002 | Генеральний директор ОАО «Турбоатом», Харьков | 02.11.1940 31.12.2011   |
| 30 | Быстров, Сергей Иванович          | 23.08.2007 | Бригадир горняков очистного забоя шахты «Должанская-Капитальная» государственного предприятия «Свердловантрацит», Луганская область                                                                                                | 17.11.1959 - 17.07.2023 |
| 31 | Бялик, Николай Иванович           | 13.11.2001 | Глава правления акционерного общества «Радсад», Николаевская область | 24.05.1952—08.06.2013   |

## Указы о награждении
1. ↑  Указ Президента Украины от 21.08.2007 года N 738/2007 «Про присвоєння М.Багрову звання Герой України» (укр.). Президент України. Iнтернет-представництво (21.08.2007). Дата обращения: 14 июля 2010. Архивировано 28 января 2014 года.
2. ↑  Указ Президента Украины от 27.08.2004 года N 1007/2004 «Про присвоєння Л. Байсарову звання Герой України» (укр.). Президент України. Iнтернет-представництво (27.08.2004). Дата обращения: 13 июля 2010. Архивировано 27 января 2014 года.
3. ↑  Указ Президента Украины от 30.12.1999 года N 1635/99 «Про нагородження відзнакою Президента України „Герой України“» (укр.). Управління комп'ютеризованих систем Апарату Верховної Ради України (30.12.1999). Дата обращения: 28 января 2010. Архивировано 4 июня 2023 года.
4. ↑  Указ Президента Украины от 19.08.2009 года N 635/2009 «Про присвоєння Т.Балагурі звання Герой України» (укр.). Президент України. Iнтернет-представництво (19.08.2009). Дата обращения: 14 июля 2010. Архивировано 28 января 2014 года.
5. ↑  Указ Президента Украины от 21.08.2007 года N 734/2007 «Про присвоєння І.Балюку звання Герой України» (укр.). Президент України. Iнтернет-представництво (21.08.2007). Дата обращения: 14 июля 2010. Архивировано 28 января 2014 года.
6. ↑  Указ Президента Украины от 20.01.2010 года N 46/2010 «Про присвоєння С.Бандері звання Герой України» (укр.). Президент України. Iнтернет-представництво (20.01.2010). Дата обращения: 14 июля 2010. Архивировано из оригинала 25 января 2010 года.
7. ↑  Указ Президента Украины от 19.12.2001 года N 1228/2001 «Про присвоєння звання Герой України» (укр.). Управління комп'ютеризованих систем Апарату Верховної Ради України (19.12.2001). Дата обращения: 26 февраля 2010. Архивировано 5 июня 2023 года.
8. ↑  Указ Президента Украины от 22.08.2004 года N 977/2004 «Про присвоєння О. Бартєнєву звання Герой України» (укр.). Президент України. Iнтернет-представництво (22.08.2004). Дата обращения: 13 июля 2010. Архивировано 27 января 2014 года.
9. ↑  Указ Президента Украины от 21.08.2010 года № 855/2010 «Про присвоєння В. Бар’яхтару звання Герой України» (укр.). Президент України. Iнтернет-представництво (21.08.2010). Дата обращения: 24 августа 2010. Архивировано 20 марта 2012 года.
10. ↑  Указ Президента Украины от 21.08.2010 года № 856/2010 «Про присвоєння О. Басистюк-Гаптар звання Герой України» (укр.). Президент України. Iнтернет-представництво (21.08.2010). Дата обращения: 24 августа 2010. Архивировано 20 марта 2012 года.
11. ↑  Указ Президента Украины от 27.09.2004 года N 1139/2004 «Про присвоєння звання Ю. Білоброву Герой України» (укр.). Президент України. Iнтернет-представництво (27.09.2004). Дата обращения: 14 июля 2010. Архивировано 27 января 2014 года.
12. ↑  Указ Президента Украины от 21.08.2001 года N 703/2001 «Про присвоєння звання Герой України» (укр.). Управління комп'ютеризованих систем Апарату Верховної Ради України (21.08.2001). Дата обращения: 26 февраля 2010.
13. ↑  Указ Президента Украины от 21.08.2007 года N 735/2007 «Про присвоєння Г.Березовському звання Герой України» (укр.). Президент України. Iнтернет-представництво (21.08.2007). Дата обращения: 14 июля 2010. Архивировано 28 января 2014 года.
14. ↑  Указ Президента України № 753/2005 від 6 травня 2005 року «Про присвоєння О. Бересту звання Герой України» (укр.). Управління комп'ютеризованих систем Апарату Верховної Ради України (06.05.2005). Дата обращения: 2 сентября 2012. Архивировано 7 января 2019 года.
15. ↑  Указ Президента Украины от 06.03.2001 года N 157/2001 «Про присвоєння звання Герой України» (укр.). Управління комп'ютеризованих систем Апарату Верховної Ради України (06.03.2001). Дата обращения: 26 февраля 2010. Архивировано 2 января 2020 года.
16. ↑  Указ Президента Украины от 23.11.2009 года N 951/2009 «Про присвоєння Г.Бобову звання Герой України» (укр.). Президент України. Iнтернет-представництво (23.11.2009). Дата обращения: 14 июля 2010. Архивировано 28 января 2014 года.
17. ↑  Указ Президента Украины от 19.01.2000 года N 72/2000 «Про нагородження відзнакою Президента України „Герой України“» (укр.). Управління комп'ютеризованих систем Апарату Верховної Ради України (19.01.2000). Дата обращения: 28 января 2010. Архивировано 4 июня 2023 года.
18. ↑  Указ Президента Украины от 18.07.2003 года N 703/2003 «Про присвоєння звання Герой України» (укр.). Управління комп'ютеризованих систем Апарату Верховної Ради України (18.07.2003). Дата обращения: 11 марта 2010. Архивировано 5 июня 2023 года.
19. ↑  Указ Президента Украины от 19.08.2009 года N 633/2009 «Про присвоєння М.Бойку звання Герой України» (укр.). Президент України. Iнтернет-представництво (19.08.2009). Дата обращения: 14 июля 2010. Архивировано 28 января 2014 года.
20. ↑  Указ Президента Украины от 22.08.2004 года N 978/2004 «Про присвоєння Ю. Бойку звання Герой України» (укр.). Президент України. Iнтернет-представництво (22.08.2004). Дата обращения: 13 июля 2010. Архивировано 27 января 2014 года.
21. ↑  Указ Президента Украины от 19.08.2006 года N 701/2006 «Про присвоєння В.Бондарєву звання Герой України» (укр.). Президент України. Iнтернет-представництво (19.08.2006). Дата обращения: 14 июля 2010. Архивировано 28 января 2014 года.
22. ↑  Указ Президента Украины от 18.02.2010 года N 192/2010 «Про присвоєння С.Бондарчуку звання Герой України» (укр.). Президент України. Iнтернет-представництво (18.02.2010). Дата обращения: 14 июля 2010. Архивировано 20 марта 2012 года.
23. ↑  Указ Президента Украины от 22.04.2002 года N 365/2002 «Про присвоєння звання Герой України» (укр.). Управління комп'ютеризованих систем Апарату Верховної Ради України (22.04.2002). Дата обращения: 28 февраля 2010. Архивировано 5 июня 2023 года.
24. ↑  Указ Президента Украины от 18.05.2004 года N 555/2004 «Про присвоєння Ю. Бондіну звання Герой України» (укр.). Управління комп'ютеризованих систем Апарату Верховної Ради України (18.05.2004). Дата обращения: 18 апреля 2010. Архивировано 6 июня 2023 года.
25. ↑  Указ Президента Украины от 21.08.2000 года N 999/2000 «Про присвоєння звання Герой України» (укр.). Управління комп'ютеризованих систем Апарату Верховної Ради України (21.08.2000). Дата обращения: 28 января 2010. Архивировано 4 июня 2023 года.
26. ↑  Указ Президента Украины от 13.11.2002 года N 1019/2002 «Про присвоєння звання Герой України» (укр.). Управління комп'ютеризованих систем Апарату Верховної Ради України (13.11.2002). Дата обращения: 11 марта 2010. Архивировано 4 июня 2023 года.
27. ↑  Указ Президента Украины от 26.06.2007 года N 559/2007 «Про присвоєння В.Брюховецькому звання Герой України» (укр.). Президент України. Iнтернет-представництво (26.06.2007). Дата обращения: 14 июля 2010. Архивировано 30 августа 2013 года.
28. ↑  Указ Президента Украины от 04.02.2001 года N 72/2001 «Про присвоєння звання Герой України» (укр.). Управління комп'ютеризованих систем Апарату Верховної Ради України (04.02.2001). Дата обращения: 1 февраля 2010. Архивировано 5 апреля 2022 года.
29. ↑  Указ Президента Украины от 22.08.2002 года N 735/2002 «Про присвоєння звання Герой України» (укр.). Управління комп'ютеризованих систем Апарату Верховної Ради України (22.08.2002). Дата обращения: 28 февраля 2010. Архивировано 5 июня 2023 года.
30. ↑  Указ Президента Украины от 23.08.2007 года N 767/2007 «Про присвоєння С.Бистрову звання Герой України» (укр.). Президент України. Iнтернет-представництво (23.08.2007). Дата обращения: 14 июля 2010. Архивировано 28 января 2014 года.
31. ↑  Указ Президента Украины от 13.11.2001 года N 1077/2001 «Про присвоєння звання Герой України» (укр.). Управління комп'ютеризованих систем Апарату Верховної Ради України (13.11.2001). Дата обращения: 26 февраля 2010. Архивировано 4 июня 2023 года.